# シドニー・パーキンソン
シドニー・パーキンソン（Sydney Parkinson、1745年頃 – 1771年1月26日）は、スコットランドのクエーカー教徒で、博物画家である。
1762年にパーキンソンはジョセフ・バンクスによって記録画家として雇われ、ジェームズ・クックのエンデバー号による第1回の太平洋航海に参加した。バンクスやダニエル・ソランダーが集めた数千の植物や動物の博物画を描いた。何百という標本に囲まれた狭い船室で暮らし、絵を描いた。タヒチでは絵の具にたかるハエの大群に悩まされた。パーキンソンはケープタウンへ向かう途中のジャワ島沖で赤痢にかかり、船上で没した。バンクスは彼の親族に多くの報酬を払った。
パーキンソンを記念して、クロミズナギドリ（Procellaria parkinsoni）に献名された。パーキンソンの描いた図は1988年に35巻のAlecto Historical Editionsとして出版され、ロンドンの自然史博物館によってデジタル化された。1986年オーストラリアで肖像が記念切手として発行された。

## パーキンソンの植物画

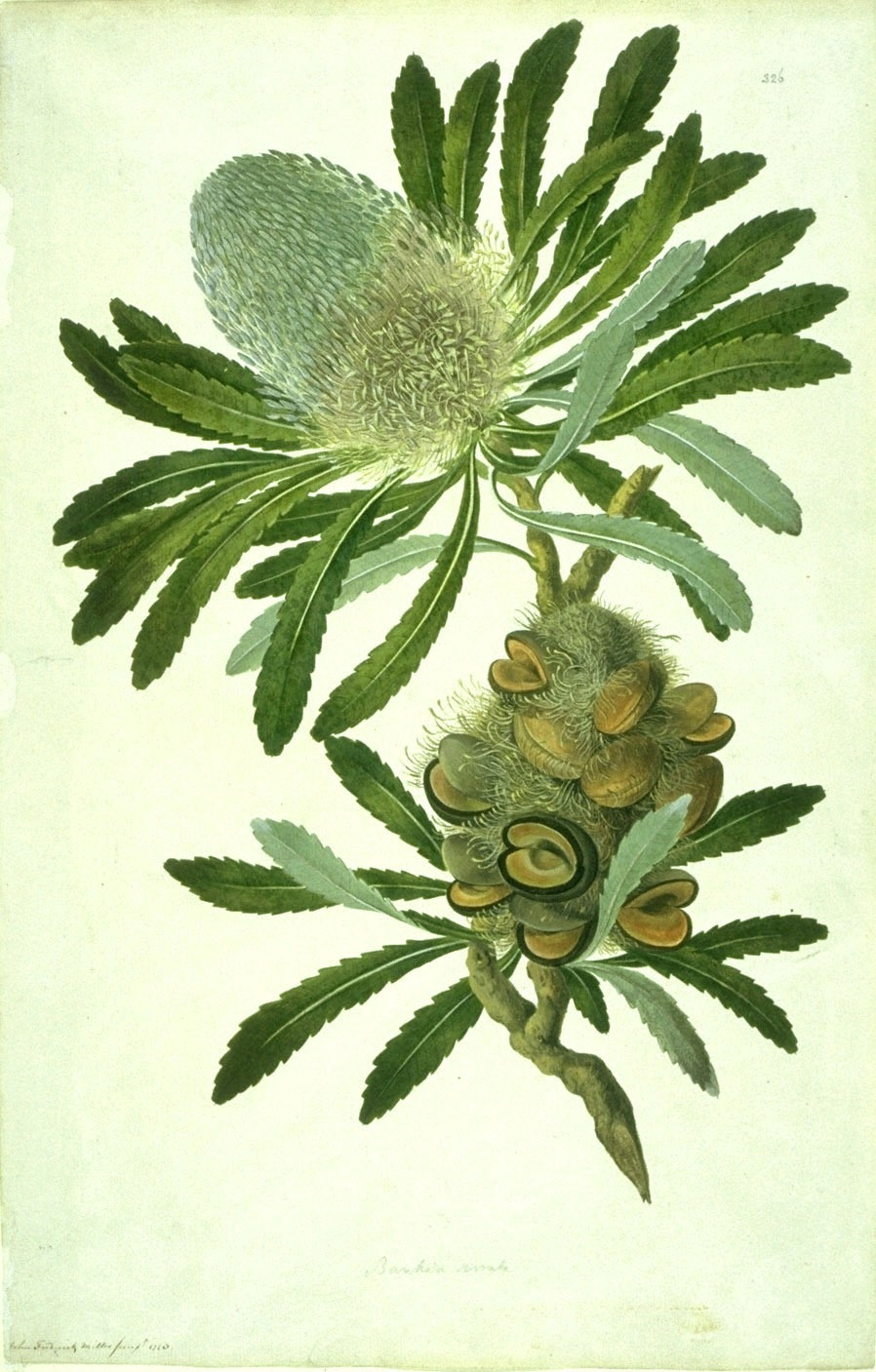
Banksia serrata
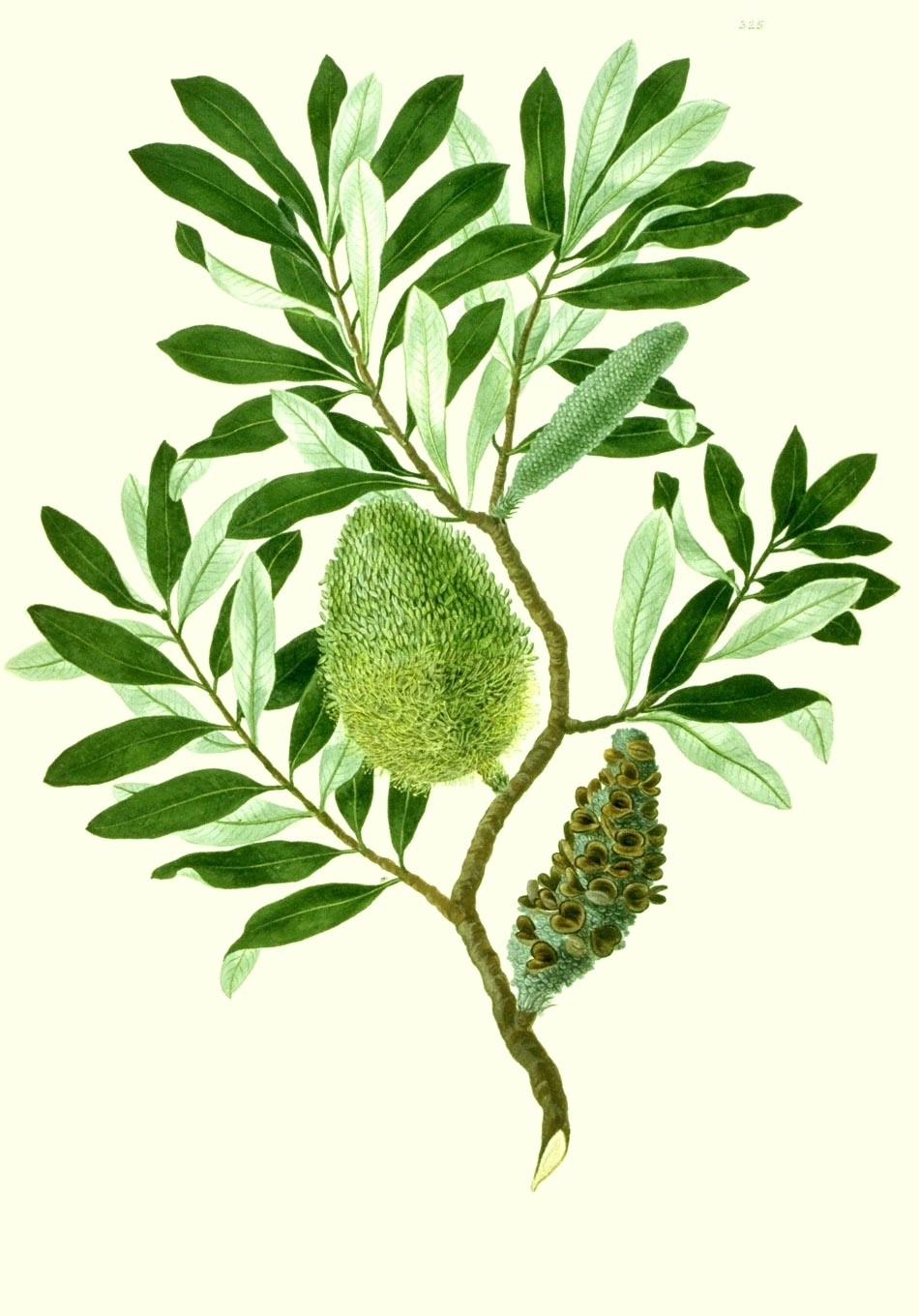
Banksia integrifolia
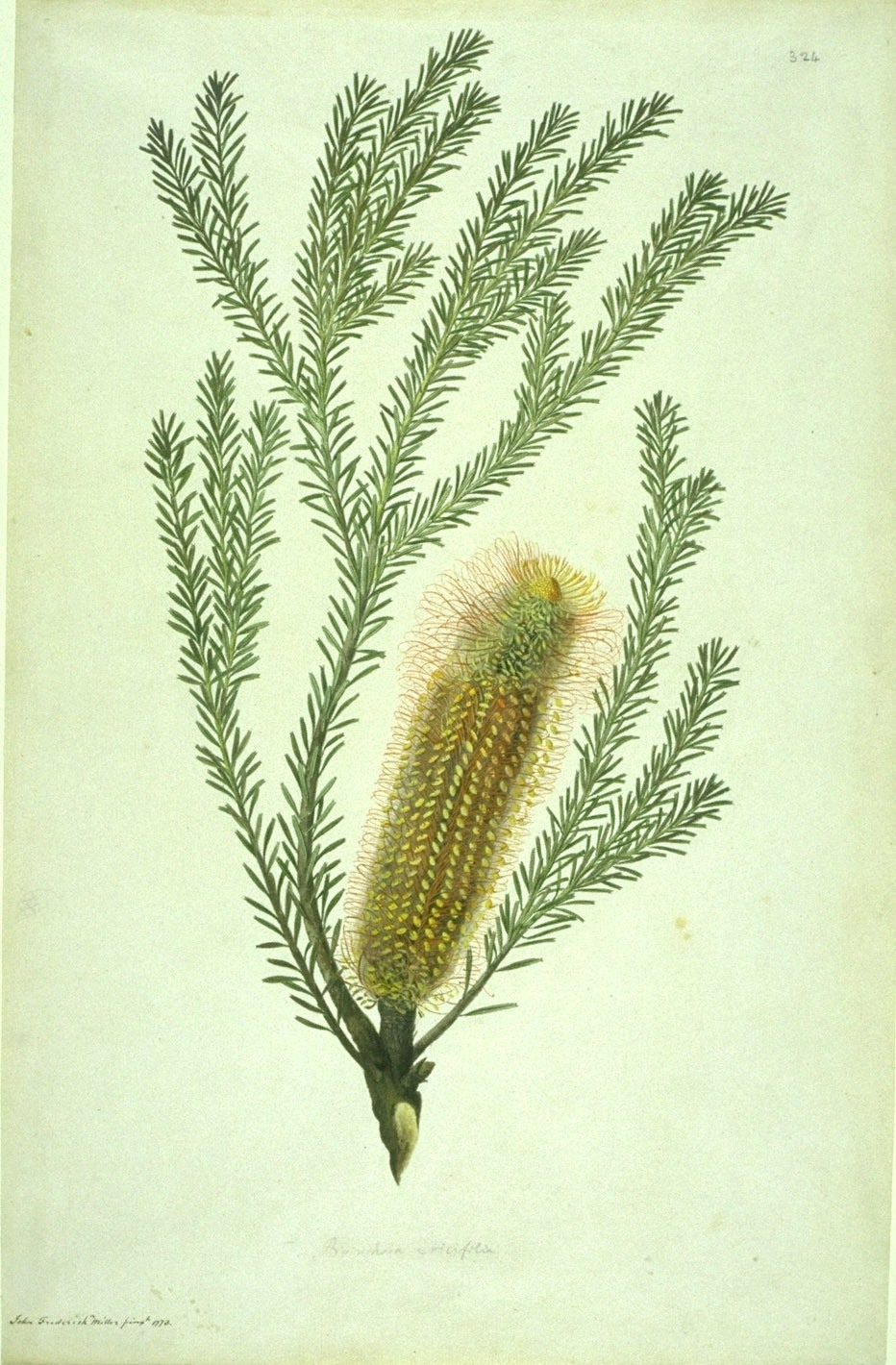
Banksia ericifolia
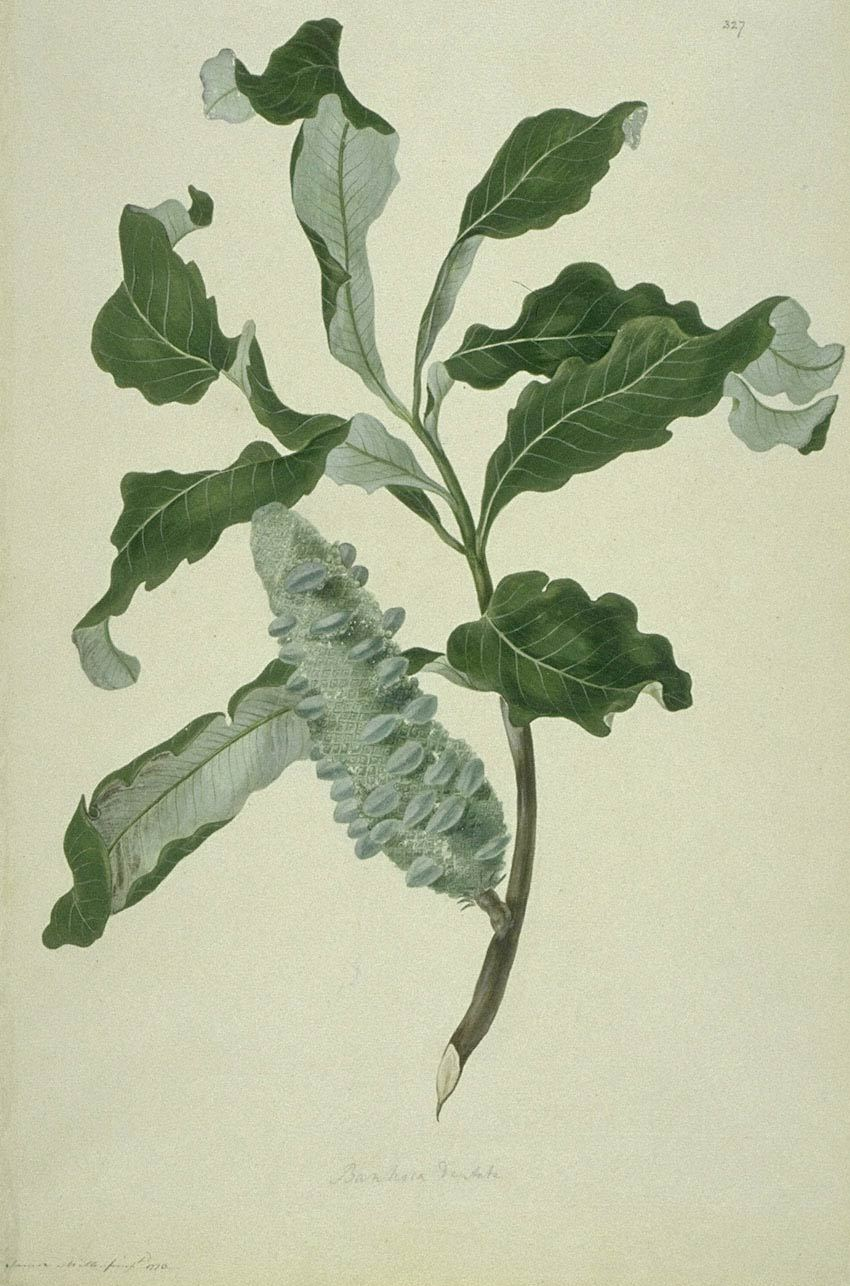
Banksia dentata